# Danh sách nhân vật trong Claymore
Claymore, là bộ truyện tranh của các giả Norihiro Yagi. Bộ truyện lấy bối cảnh là một thế giới ở thời Trung cổ bị xâm chiếm bởi các Yoma, các quái vật có khả năng biến đổi hình dạng và ăn thịt con người. Trong thế giới đó, một tổ chức bí mật, được gọi là Tổ chức, tạo ra các chiến binh nửa người nửa Yoma nhằm tiêu diệt các Yoma lấy tiền. Các chiến binh này được gọi là các “Claymore” do mang theo thanh gươm lớn, hay các “Phù thủy mắt bạc” do họ có đôi mắt màu bạc.

## Nhân vật chính
Clare (クレア, Kurea)
Lồng tiếng bởi: Houko Kuwashima (tiếng Nhật); Stephanie Young, Cherami Leigh (lúc nhỏ) (tiếng Anh). 
Clare là nhân vật chính của bộ truyên. Khi còn nhỏ, cha mẹ của Clare bị giết hại bởi Yoma giả dạng em trai của cô. Sau đó, Clare đi cùng một bầy Yoma. Teresa đã tiêu diệt bầy Yoma này tại làng Teo và đồng thời giải thoát cho Clare và cho cô đi cùng. Mặc dù bị kết án tử hình bởi Tổ chức, Teresa quyết định sẽ chiến đấu để sống vì Clare, dẫn tới việc Tổ chức gửi nhóm thứ 2 tới tiêu diệt cô. Mặc dù đã đánh bại cả nhóm, Teresa vẫn bị giết bởi Priscilla đã thức tỉnh. Quyết định sẽ sử dụng Tổ chức để trả thù, Clare quyết tâm trở thành Claymore như Teresa và sẽ truy tìm và tiêu diệt Priscilla. Do được đánh giá là có sức mạnh thấp, Clare xếp thứ 47 – thấp nhất trong số các Claymore.
Teresa (テレサ, Teresa) 
Lồng tiếng bởi: Romi Park (tiếng Nhật); Christine Auten (tiếng Anh)
Teresa có biệt danh là Nụ cười nhạt do cô không có kỹ thuật hay nét tính cách nổi bật – ngoại trừ nụ cười nhạt. Với khả năng cảm nhận luồng Yoki trong đối thủ, cô đã đánh bại Priscilla, mặc dù Priscilla có khả năng che giấu Yoki. Teresa chưa bao giờ được trông thấy sử dụng quá 10% Yoki trong chiến đấu, Teresa vẫn có thể đánh bại những đối thủ có Yoki cao hơn mình. Sau khi Teresa bị giết bởi Priscilla, Clare đã yêu cầu tổ chức sử dụng cơ thể của Teresa thay vì Yoma để biến mình thành Claymore.
Priscilla (プリシラ, Purishira)
Lồng tiếng bởi: Aya Hisakawa (tiếng Nhật); Brina Palencia (tiếng Anh).
Priscilla là đối thủ chính của Clare trong bộ truyện. Cô đủ mạnh để có thể chiến đấu mà không cần dùng Yoki, giúp che giấu sự hiện diện của cô khỏi những Claymore khác. Priscilla được chỉ định dẫn đầu nhóm hành quyết Teresa, sau đó đã bị Teresa đánh bại, mặc dù khả năng che giấu Yoki của Priscilla. Thất vọng vì bị đánh bại, Priscilla bắt đầu bộc phát Yoki và đã giết được Teresa. Tuy nhiên sau đó, Priscilla đã Thức tỉnh trở thành quái vật một sừng có cánh mang hình dạng con người. Sau đó, cô đã tiêu diệt cả nhóm hành quyết, trừ Clare rồi bỏ chạy. Sau đó, Priscilla chạm trán và đánh bại Isley và Rigaldo. Sau đó, cô quay trở lại hình dáng con người và teo nhỏ dưới dạng trẻ con và mất đi ký ức. Isley thề trung thành với Priscilla và hứa đưa Priscilla xuống phía nam. Sau này, cô đi cùng Raki do cậu có mùi của Teresa, thật ra bởi Raki đã từng đi với Clare. Gần cuối truyên, cô lấy lại ký ức và chiến đấu với Clare do nghĩ rằng Clare là Teresa. Clare đánh bại Priscilla nhưng trước khi có thể kết liễu Priscilla, Raki đứng ra bảo vệ Priscilla. Raki thuyết phục Clare không nên cố gắng trả thù vì nó sẽ khiến cô không khác gì Yoma. Priscilla được tha mạng và Isley xuất hiện đưa cô đi khi cô quay trở lại tính cách ngây thơ.
Miria (ミリア, Miria)
Lồng tiếng bởi: Kikuko Inoue (tiếng Nhật); Monica Rial (tiếng Anh). 
Miria đóng vai trò người lãnh đạo trong bộ truyện. Kỹ năng của cô tận dụng lợi thế tốc độ, tạo ra những tàn ảnh và làm đối thủ rối loạn, do vậy cô có biệt danh “Bóng ma” Miria. Miria bí mật điều tra Tổ chức sau cái chết của người bạn, Hilda, người là mục tiêu của một cuộc săn lùng những kẻ Thức tỉnh. Trong bản anime, cô quyết định rời Tổ chức sau khi cảm thấy thất vọng vì sự dối trá và bê bối của Tổ chức.
Deneve (デネヴ, Denevu) 
Lồng tiếng bởi: Hana Takeda (tiếng Nhật); Caitlin Glass (tiếng Anh). 
Deneve là một trong những người sống sót sau Chiến dịch phương Bắc với khả năng hồi phục mạnh mẽ. Deneve thân thiết với Helen khi mới xuất hiện, và với Miria và Clare sau trận chiến ở núi Paburo. Deneve từng tiết lộ rằng Yoma đã giết hại cả gia đình cô khi cô còn nhỏ. Cô mong muốn trả thù cho cả gia đình, nhưng do có mong muốn sống sót mạnh mẽ, cô trở thành Claymore hệ Phòng thủ. Cảm thấy xấu hổ vì cho rằng bản thân hèn nhát, cô chiến đấu bất chấp cho đến khi gặp Helen, người đã thuyết phục cô rằng mong muốn sống sót là hoàn toàn bình thường, rằng “Dù sao thì chúng ta cũng chỉ là con người”.
Helen (ヘレン, Heren) 
Lồng tiếng bởi: Miki Nagasawa (tiếng Nhật); Jamie Marchi (tiếng Anh). 
Helen, thành viên thứ 4 tham gia vào trận chiến ở núi Paburo, có khả năng kéo dài đôi tay giúp tấn công ở cự ly xa hoặc trói đối thủ Hunt. Cô là người nóng tính, dữ dội, quan tâm nhiều tới thứ bậc, do đó ban đầu, cô không thích Clare do Clare có vị trí thấp. Giống như Deneve, Miria, và Clare, Helen cũng thức tỉnh 1 phần. Sau khi sống sót sau Chiến dịch phương Bắc, cô kết hợp kỹ thuật Kéo dài chi với kỹ thuật Kiếm mũi khoan của Jean.

## Nhân vật phụ

### Thể Thức tỉnh
Thể Thức tỉnh (覚醒者 Kakusei-sha) 
Là các chiến binh Claymore đã hoàn toàn thức tỉnh. Họ có năng lực tương tự các Claymore nhưng có sức mạnh lớn hơn. Các thể thức tỉnh có rất nhiều dạng: chim (Hilda trong anime), giáp xác (Agatha), hình người (Dauf), hay thú (Isley và Rigaldo). Trong lịch sử của Tổ chức, có 3 trường hợp chiến binh Số 1 thức tỉnh, gọi là các “Sinh vật của Địa ngục” (深淵の者 Shin'en no mono) do có sức mạnh vượt trội các Thể Thức tỉnh khác. Các sinh vật này thống trị 3 vùng đất trên đảo ở phía Tây (Lautrec), phía Bắc (Alfons), và phía Nam (Mucha). Tình trạng này được giữ nguyên cho đến khi Isley, "Vua Bạc" của phương Bắc, xây dựng đội quân những Kẻ Thức tỉnh và mở rộng tầm ảnh hưởng tới những vùng khác.
Agatha (アガサ, Agasa)
Agatha bị Galatea phát hiện khi đang trốn ở Rabona. Mặc dù cũng đang trốn tránh tổ chức, Galatea khi đó đã phát ra Yoki nhằm bẫy tổ chức cử đội hành quyết tới, bao gồm Clarice và Miata. Đội hành quyết sau đó đã tìm thấy và giao chiến với Galatea, dẫn tới cuộc chiến 3 bên giữa đội hành quyết, Galatea, và Agatha. Agatha sau đó bị tiêu diệt bởi nhóm chiến binh sống sót sau Chiến dịch phương Bắc.
Alicia (アリシア, Arishia) và Beth (ベス, Besu)
Cặp chị em song sinh tham gia vào thí nghiệm của Tổ chức về việc kiểm soát các Thể Thức tỉnh. Trong thí nghiệm đầu tiên, cặp chị em không phải song sinh là Luciela và Rafaela được sử dụng nhưng không thành công. Do được đào tạo từ nhỏ và là song sinh, Alicia và Beth có thể hợp nhất ý thức mặc dù có 2 cơ thể độc lập. Khi 1 trong 2 người thức tỉnh, người kia sẽ làm nhiệm vụ duy trì ý thức và sự điều khiển cho cả hai. Cặp đôi này sau đó bị đánh bại và tiêu diệt bởi Priscilla.
Dauf (ダフ, Dafu) 
Lồng tiếng bởi: Kenji Hamada (Tiếng Nhật); Christopher Ayres (Tiếng Anh). 
Trợ thủ và nhân tình của Riful phương Tây. Khi ở dạng thức tỉnh, Riful là một người khổng lồ có bộ áo giáp dày. Anh có khả năng tạo ra và bắn các cây gậy sắt từ bàn tay, cánh tay, và miệng. Tuy có sức mạnh to lớn, Dauf không phải là người khôn ngoan. Dauf rất trung thành với Riful bắt đầu từ nỗi sợ bị Riful bỏ rơi.
Isley (イースレイ, Īsurei) 
Lồng tiếng bởi: Koji Yusa (Tiếng Nhật); John Swasey (Tiếng Anh). 
Isley là Sinh vật của Địa ngục phương Bắc. Hình dạng của anh ta khi thức tỉnh giống một con nhân mã, với đôi tay có thể biến hành thành thương, khiên, cung tên, kiếm. Sau khi bị Priscilla đánh bại, Isley thề trung thành với Priscilla. Tuy nhiên để che giấu sức mạnh thực sự của Priscilla, Isley tuyên bố mình mới thực sự là kẻ chiến thắng và Priscilla chỉ là nhân tình của anh. Để thực hiện lời thề sẽ đưa Priscilla xuống phương Nam, Isley tập hợp Quân đội phương Bắc gồm những Thể Thức tỉnh, đối thủ của nhóm Claymore trong Chiến dịch phương Bắc. Anh cũng vô tình nhận nuôi Raki khi cậu bị bán lên phương Bắc và là người dạy cậu kiếm thuật. Mặc dù là một Sinh vật của Địa ngục, Isley là người lịch thiệp và có phong thái cao quý.
Luciela (ルシエラ, Rushiera)
Luciela là Số 1 trong thời kỳ của cô. Cô và Rafaela là thử nghiệm đầu tiên của Tổ chức nhằm tạo ra những Thể Thức tỉnh có thể kiểm soát được. Khi thử nghiệm thất bại, Luciela rơi vào trạng thái thức tỉnh có dạng con mèo. Khi Isley tiến xuống phương Nam, nơi cô đang kiểm soát, cô đã giao chiến với Isley nhưng thua cuộc. Sau khi thất bại, Rafaela tìm thấy cô và đã hợp nhất Yoki của 2 người cũng như dung hợp cơ thể của cả 2.
Ophelia (オフィーリア, Ofīria) 
Lồng tiếng bởi: Emi Shinohara (Tiếng Nhật); Luci Christian (Tiếng Anh). 
Ophelia là một Claymore mạnh mẽ nhưng cũng rất bất ổn. Khi còn nhỏ, gia đình cô bị giết bởi Priscilla và anh trai cô đã hi sinh để cô có thể chạy thoát. Ảnh hưởng của sự kiện này, cô có những hành vi chống đối xã hội, như việc khiêu chiến với các chiến binh Claymore khác. Cô căm ghét các Thể Thức tỉnh vì đã gây ra cái chết của gia đình cô và đón nhận mọi cơ hội săn lùng chúng để trả thù. Kỹ thuật của Ophelia lợi dụng việc cô có thể rung cánh tay với tốc độ cao khiên thanh gươm trông mềm dẻo như rắn. Cô bị Ilena tấn công khi cố gắng giết Clare, dẫn tới việc cô bị thương và gợi lại tổn thương trong tâm trí và trở thành Thể Thức tỉnh. Sau khi đã thức tỉnh, Ophelia vẫn nghĩ rằng mình vẫn đang duy trì được trạng thái bình thường, trừ việc cô nhận thấy mình có cảm giác thèm nội tạng. Cô truy đuổi Clare tới một hồ nước, nơi mà cô nhận ra mình đã thức tỉnh khi nhìn thấy bóng mình dưới nước. Sau đó, cô tình nguyện để Clare tiêu diệt mình. Sau khi chết, cô nhìn thấy ảo ảnh về anh trai, gợi ý là cô được đoàn tụ với gia đình ở kiếp sau.
Riful (リフル, Rifuru)
Lồng tiếng bởi: Nana Mizuki (Tiếng Nhật); Brittney Karbowski and Cynthia Cranz (Tiếng Anh).  
Riful là Sinh vật của Địa ngục phương Tây. Riful và là Số 1 trẻ nhất cũng như Sinh vật của Địa ngục trẻ nhất trong lịch sử. Thể Thức tỉnh của Riful có thân người và rất nhiều chân như bạch tuộc dùng để tấn công. Cô sống cùng nhân tình là Dauf trong các lâu đài đổ nát ở Lautrec. Để chống lại Isley của phương Bắc, Riful cố gắng xây dựng một đội quân những Thể Thức tỉnh.    
Rigaldo (リガルド, Rigarudo) 
Lồng tiếng bởi: Hiro Yuuki (Tiếng Nhật); Vic Mignogna (Tiếng Anh). 
Rigaldo là phụ tá của Isley và là nhân vật số 2 của Đội quân phương Bắc. Rigaldo thường tỏ ra bình tĩnh nhưng dễ nổi nóng. Dạng thức tỉnh của Rigaldo có hình dạng sư tử nhưng có kích thước nhỏ hơn so với phần lớn các Thể Thức tỉnh. Thay vì sức mạnh, Rigaldo tập trung vào tốc độ và sức bền. Anh có thể kéo dài các móng vuốt khi cần tấn công từ xa hay tấn công bất ngờ. Mặc dù có sức tấn công cao, Rigaldo không có khả năng hồi phục. Anh làm việc cho Isley do đã từng bị Isley đánh bại nhưng không coi Isley là bạn. Isley gọi Rigaldo là Sư tử mắt bạc. Rigaldo bị tiêu diệt bởi Clare khi cô gần thức tỉnh. Trước khi chết, anh thể hiện sự ngưỡng mộ với kỹ thuật và sức mạnh của cô.

### Thợ săn Thể Thức tỉnh
Các Thợ săn Thể Thức tỉnh (Abyss Feeders) (深淵喰い Shin'en gui) là 11 chiến binh được tạo ra từ 11 Thể Thức tỉnh đã tấn công trụ sở của Tổ chức sau Cuộc chiến phương Bắc. Các Thợ săn này được tạo ra để săn lùng các Sinh vật của Địa ngục bằng cách bịt mắt và miệng chúng lại, xóa đi khả năng phát ra cũng như cảm nhận Yoki, và thay vào đó là khả năng truy tìm con mồi chỉ dựa theo mùi. Chúng được huấn luyện để quay trở về nếu có nhiều hơn 6 con bị giết. Sau khi tiêu diệt Isley, chúng được dùng để truy lùng Riful.

### Các Claymore
Anastasia (アナスタシア, Anasutashia) 
Anastasia được biết đến với khả năng “bay” do đứng trên những sợi tóc Yoki vô hình. Cô và các chiến binh khác tham gia vào cuộc phản loạn lật đổ Tổ chức, do Miria dẫn đầu. Họ đã cùng nhau phá hủy một cơ sở nghiên cứu nơi các Thể Thức tỉnh được tạo ra.      
Audrey (オードリー, Ōdorī) 
Chiến binh số 3 của thế hệ chiến binh tiếp theo. Cô luôn có thái độ lịch thiệp giả tạo, đối lập với người bạn là Rachel. Audrey sử dụng gươm để phản lại đòn đánh của đối phương, thay vì dùng lực khi chiến đấu.    
Clarice (クラリス, Kurarisu) 
Chiến binh số 47 của thế hệ chiến binh tiếp theo. Cô là một chiến binh Claymore không hoàn chỉnh, do đó vẫn giữ nguyên màu tóc và không có khả năng chống lại nhiệt độ thấp. Cô cũng là thành viên của nhóm săn Thể Thức tỉnh do Nina dẫn đầu và được cứu bởi những chiến binh sống sót sau Chiến dịch phương Bắc. Clarice được giao nhiệm vụ dẫn đầu đội hành quyết Galatea bao gồm cô và Miata. Đội hành quyết tìm thấy Galatea ở Rabona, sau đó phát hiện ra đối thủ thực sự là Agatha đã thức tỉnh. Sau cuộc chiến giữa đội hành quyết, Galatea, và Agatha, Agatha bị tiêu diệt bởi nhóm chiến binh sống sót sau Chiến dịch phương Bắc. Clarice và Miata sau đó ở lại Rabona dưới sự giúp đỡ của Galatea.    
Cynthia (シンシア, Shinshia) 
Lồng tiếng bởi: Miho Miyagawa (Tiếng Nhật); Anastasia Muñoz (Tiếng Anh) 
Cynthia, thành viên của Đội Veronica, là 1 trong số 7 chiến binh sống sót sau Chiến dịch phương Bắc. Cô là người vui vẻ và quan tâm đến người khác. Cô đã đi theo Clare khi Clare tới Lautrec để tìm Raki. Cynthia thể hiện khả năng suy luận sắc bén khi đoán ra Lourve là điệp viên của bên đối phương với mục tiêu phá hoạt Tổ chức. Sau 7 năm ở ẩn sau Chiến dịch phương Bắc, khả năng hồi phục của cô được cải thiện giúp cô có thể tái tạo chân cho Uma.    
Dietrich (ディートリヒ, Dītorihi)
Dietrich là một chiến binh thuộc thế hệ tiếp theo, xuất hiện trong khi đang dẫn đầu một đội săn Thể Thức tỉnh. Do những sai lầm của mình, cô đã đẩy đội của mình vào tình thế nguy hiểm nhưng được cứu bởi Deneve và Helen. Kỹ thuật của Dietrich là nhảy cao và chém mạnh vào mục tiêu, cắt đôi mục tiêu. Dietrich tham gia vào cuộc nổi loạn nhằm tìm kiếm sự thật về Tổ chức.
Flora (フローラ, Furōra)
Lồng tiếng bởi: Miyu Matsuki (Tiếng Nhật); Trina Nishimura (Tiếng Anh) 
Flora có kỹ thuật rút gươm nhanh hơn bất kỳ chiến binh nào. Cô là người ngoại giao, ngay cả khi phải áp dụng kỷ luật khi thực hiện nhiệm vụ ở Pieta. Sau trận chiến ở Pieta, cô thách thức khả năng chiến đấu của Clare, qua đó cô nhận ra kỹ năng của mình chậm hơn nhưng chính xác hơn kỹ năng của Clare. Flora tự nhận mình không còn là chiến binh nhanh nhất. Cô bị giết bởi Rigaldo. Trong 7 năm ở ẩn sau Chiến dịch phương Bắc, Clare đã tập mô phỏng lại kỹ năng của cô mà không dùng tới Yoki và đã dùng nó khi chiến đấu với Agatha, gây bất ngờ cho Agatha vì không thể phát hiện Yoki của cô.    
Galatea (ガラテア, Garatea) 
Lồng tiếng bởi: Ai Orikasa (Tiếng Nhật); Colleen Clinkenbeard (Tiếng Anh)
Galatea là chiến binh đóng vai trò tình báo của Tổ chức. Cô là người lịch thiệp, phong thái cao quý. Cô có khả năng cảm nhận Yoki, đọc suy nghĩ và cảm xúc của các chiến binh khác từ rất xa. Cô cũng có khả năng điều khiển dòng chảy Yokia của các Thể Thức tỉnh, qua đó làm chúng đánh trượt. Cô được yêu cầu bắt Clare về cho Tổ chức nhưng sau khi chiến đấu bên cạnh Clare và Jean, cô quay trở lại và báo cáo Clare đã chết. Galatea rời bỏ Tổ chức sau Chiến dịch phương Bắc và trở thành Sơ Latea, một tu sĩ tại Rabona, nhận nhiệm vụ chăm sóc những đứa trẻ mồ côi trong các nhà thờ lân cận.
Hilda (ヒルダ, Hiruda)
Lồng tiếng bởi: Komina Matsushita (Tiếng Nhật); Colleen Clinkenbeard (Tiếng Anh)
Hilda đóng vai trò người hướng dẫn của Miria trong chuyến săn Thể Thức tỉnh đầu tiên của mình. Miria (khi đó là số 17) và Hilda hứa sẽ cùng cố gắng để đạt được số đơn (trên số 10). Sau khi có dấu hiệu về sự thức tỉnh, Hilda đưa tấm thẻ đen của mình cho Ophelia, người đã xé nó đi thay vì gửi cho Miria. Ophelia sau đó dẫn dắt Miria trong một cuộc săn một Thể Thức tỉnh mà không biết đó là Hilda. Khi bị Miria tấn công, Hilda, khi đó đã thức tỉnh, hầu như không chống trả. Sau khi Hilda chết và trở về hình dạng con người, Miria khi đó quá hoảng hốt đã gần thức tỉnh. Sau nhiều năm, Helen nhặt được gươm của Hilda do cô bỏ lại sau khi thức tỉnh. Miria dùng thanh gươm như bia mộ cho Hilda trên một ngọn núi.
Ilena (イレーネ, Irēne)
Lồng tiếng bởi: Minami Takayama (Tiếng Nhật); Wendy Powell (Tiếng Anh)
Kỹ năng của Ilena là ra đòn bằng tốc độ rất nhanh, gọi là Tốc kiếm. Cô có thể thức tỉnh hoàn toàn cánh tay cầm gươm trong khi kiểm soát nó trong việc ra những đòn tấn công gần như không thể dự đoán được. Ilena, cùng với Sophia và Noel, được phân vào nhóm hành quyết Teresa do Priscilla lãnh đạo. Sau khi Priscilla thức tỉnh, giết Teresa, Sophia, và Noel, Ilena mất tay trái và quyết định ở ẩn. Nhiều năm sau, Ilena gặp Ophelia khi đó đang truy đuổi Clare. Ilena đã đánh bại và làm bị thương Ophelia. Ilena sau đó đưa Clare về nơi cô đang ở ẩn và cố gắng dạy cho cô Tốc kiếm. Sau khi không thành công với việc dạy Clare, cô đã đưa cánh tay còn lại của mình cho Clare và yêu cầu cô gắn nó vào mình. Sau khi Clare nhận cánh tay và rời đi, Rafaela và dường như đã giết Ilena vì phản bội Tổ chức.
Jean (ジーン, Jīn)
Lồng tiếng bởi: Kotono Mitsuishi (Tiếng Nhật); Laura Bailey (Tiếng Anh)
Kỹ thuật của Jean là xoắn cánh tay và ra 1 đòn duy nhất, tạo ra sức phá hoại rất lớn. Galatea từng nói “Trong số các chiến binh, cô là người có cú đâm nhanh nhất và mạnh nhất”. Nhóm săn Thể Thức tỉnh của cô bao gồm Jean, Raquel, và Katea bị Dauf và Riful bắt cóc. Raquel và Katea bị giết và Jean bị tra tấn cho tới khi thức tỉnh hoàn toàn. Clare, nhờ bắt chước kỹ năng của Galatea, đã kéo Jean quay trở lại trạng thái bình thường. Do đó, Jean tin rằng mình nợ Clare một mạng, điều mà Clare không thật sự đồng ý. Sau khi Clare thức tỉnh để giết Rigaldo, cô yêu cầu Helen giết mình nhưng Jean, khi đó đã cận kề cái chết, sử dụng sức mạnh cuối cùng để đưa Clare trở lại trạng thái bình thường.
Miata (ミアータ, Miāta)
Do còn nhỏ, Miata chưa phát triển đầy đủ về tinh thần và tỏ ra bất ổn. Tuy nhiên nếu được kiểm soát, Miata có thể là số 1. Miata đi cùng Clarice, người đóng vai trò mẹ nuôi và thường cho Miata bú. Do các giác quan được tăng cường, Miata được giao nhiệm vụ truy dấu và tiêu diệt Galatea. Miata và Clarice cuối cùng tìm thấy Galatea ở Rabona và giao chiến với Agatha. Sau trận chiến, Miata và Clarice rời bỏ Tổ chức và ở lại Rabona.
Nina (ニーナ, Nīna)
Số 9 của thế hệ tiếp theo. Cô là người lạnh lùng, giỏi về chiến thuật trong từng trận nhưng không giỏi về chiến lược lớn. Nina gọi kỹ thuật của cô là “Đuổi bóng”, do cô có khả năng bám theo Yoki của đối tượng và tấn công liên tục cho tới khi tiêu diệt được mục tiêu. Cô lãnh đạo một cuộc săn Thể Thức tỉnh có sự tham gia của Clarice. Nhóm chiến binh bị áp đảo bởi 3 Thể Thức tỉnh nhưng được cứu bởi những người sống sót sau Chiến lược phương Bắc.    
Noel (ノエル, Noeru)
Noel “Bão táp” là số 4 và số 5 của thế hệ Teresa. Cô là kỳ phùng địch thủ của Sophia do 2 người không thể thống nhất ai là số 3 và ai là số 4. Sau đó, cả 2 bị giảm bậc do Priscilla được thăng hạng lên số 2. Sophia và Noel là thành viên của nhóm hành quyết Teresa. Sau khi Priscilla thức tỉnh và giết Teresa, Ilena, Noel, và Sophia cùng tấn công Priscilla, dẫn tới việc Ilena bị thương và Sophia và Noel bị giết.
Rachel (レイチェル, Reicheru)
Rachel có tính cách trái ngược với Audrey. Rachel tỏ ra là người nóng tính và thích gây gổ. Kỹ năng của Rachel là dồn lực vào lưỡi kiếm và phóng thích như một tấm lò xo và được sử dụng khi chiến đấu với Riful. Mặc dù đã tấn công liên tục và ngày càng tăng sức mạnh, kỹ năng này không hiệu quả với Riful. Cô và Audrey sau đó được Miria và các chiến binh khác cứu. Rachel tỏ ra không ưa Miria nhưng do tình bạn với Audrey, Rachel đồng ý tham gia cuộc nổi loạn của các chiến binh Claymore.
Rafaela (ラファエラ, Rafaera)
Lồng tiếng bởi: Satsuki Yukino (Tiếng Nhật); Kate Oxley (Tiếng Anh)
Rafaela và chị gái Luciela là nỗ lực đầu tiên của Tổ chức về Chia sẻ Ý thức và thức tỉnh có kiểm soát nhưng không thành công dẫn tới việc Luciela thức tỉnh và gần tiêu diệt Tổ chức. Rafaela bị đuổi khỏi Tổ chức và phải sống lưu vong. Sau nhiều năm, với việc số 1 đến số 5 bị tiêu diệt, Louvre thuyết phục Rafaela quay trở lại Tổ chức với vai trò số 5. Cô được cho là đã tiêu diệt Ilena vì phản bội tổ chức và truy đuổi Clare và Jean. Sau khi Luciela bị đánh bại bởi Isley, cô tìm và hợp thể với Luciela. Hợp thể của 2 người được tìm thấy bởi Riful và được mang tới Lautrec.
Renée (ルネ, Rune)
Số 6 của thế hệ chiến binh tiếp theo. Cô đóng vai trò tình báo cho Tổ chức, tương tự Galatea đối với thế hệ hiện tại. Cô xuất hiện lần đầu bên ngoài làng Doga khi cô chất vấn Raki về việc anh đã phát hiện ra Yoma như thế nào nhưng bị Priscilla dọa phải bỏ chạy. Sau khi rời làng Doga, cô bị Riful bắt đưa về một lâu đài bỏ hoang, nơi Riful yêu cầu cô đánh thức hợp thể của Luciela và Rafaela.    
Sophia (ソフィア, Sofia) 
Số 3 và 4 của thế hệ Teresa. Cô là kỳ phùng địch thủ của Noel do họ không thể thống nhất ai là số 3 và số 4. Sau này cả 2 nhận ra mình đã bị giảm thứ bậc do Priscilla được thăng cấp lên số 2 mới. Sophia và Noel là thành viên của nhóm hành quyết Teresa. Sau khi Priscilla thức tỉnh và giết Teresa, Ilena, Noel, và Sophia cùng tấn công Priscilla, dẫn tới việc Ilena bị thương và Sophia và Noel bị giết.    
Tabitha (タバサ, Tabasa) 
Lồng tiếng bởi: Akeno Watanabe (Tiếng Nhật); Leslie Patrick và Michele Specht (Tiếng Anh)
Tabitha được phân vào đội Miria trong Chiến dịch phương Bắc. Giống Galatea, cô có khả năng cảm nhận Yoki và đóng vai trò tình báo cho nhóm chiến binh sống sót.
Uma (ユマ, Uma)
Lồng tiếng bởi: (Tiếng Nhật); Cherami Leigh (Tiếng Anh)
Uma được phân vào đội Miria trong Chiến dịch phương Bắc và là một trong số 7 chiến binh sống sót. Sau 7 năm ở ẩn, Uma vẫn cảm thấy thiếu tự tin và không đủ mạnh mẽ như các chiến binh khác. Sau đó tại làng Lacroix, cô nhận ra mình có thể sánh ngang với các chiến binh có số cao hơn. Năng lực của cô là ném gươm một cách chính xác ở tầm xa.
Undine (ウンディーネ, Undīne)
Lồng tiếng bởi: Rie Ishizuka (Tiếng Nhật); Clarine Harp (Tiếng Anh)
Undine lãnh đạo một đội trong Chiến dịch phương Bắc. Undine nổi bật với tính cách thích gây gổ và thân hình cơ bắp do giải phóng Yoki từ từ. Cô sử dụng 2 thanh gươm, một thanh lấy từ một người bạn đã chết. Trong thời gian diễn ra Chiến dịch phương Bắc, Deneve phát hiện Undine teo nhỏ trở về hình dạng thật. Deneve đoán lý do Undine phải giả vờ thân hình cơ bắp là để có thể được Tổ chức đồng ý cho sử dụng 2 thanh gươm. Trong trận chiến thứ 2 của Chiến dịch phương Bắc, Undine bị giết bởi Rigaldo. Trước hành động dũng cảm của Undine, Deneve đã quyết định sử dụng thêm gươm của Undine để thể hiện sự trân trọng.
Veronica (ベロニカ, Veronika)
Lồng tiếng bởi: Akeno Watanabe (Tiếng Nhật); Michele Specht (Tiếng Anh)
Cô được giao lãnh đạo một đội trong Chiến dịch phương Bắc. Trong trận chiến đầu tiên, đội Jean bị tiêu diệt chỉ còn lại một mình Jean. Đội Veronica khi đó đã tiếp viện cho đội Jean. Veronica và Cynthia đóng vai trò mồi nhử giúp Jean tiêu diệt một Thể Thức tỉnh. Trong trận chiến sau đó, Veronica bị giết bởi Rigaldo.

### Tổ chức
Tổ chức do Rimuto đứng đầu, có trụ sở ở vùng phía Đông của Sutafu. Các thành viên tại thực địa của tổ chức đều mặc đồ đen, đóng vai trò nhận yêu cầu cũng như giám sát các chiến binh Claymore.
Sau khi tìm hiểu, Miria phát hiện ra rằng hòn đảo là một cơ sở thí nghiệm việc tạo ra các Thể Thức tỉnh của Tổ chức. Cô nói rằng có một vùng đất nằm rất xa so với hòn đảo, nơi đang diễn ra một cuộc chiến. Một bên trong cuộc chiến này liên minh với Long tộc, bên kia bảo trợ cho Tổ chức để tìm kiếm cơ hội chiến thắng Long tộc.
Các thành viên của Tổ chức bao gồm: 
Dae (ダーエ, Dāe) 
Đứng đầu bộ phận nghiên cứu của Tổ chức, phụ trách việc tạo ra các sinh vật từ Yoma. Một nửa mặt bên trái của Dae bị biến dạng, để lộ nhãn cầu và hàm răng. Dae là người đã dùng cánh tay của Priscilla trong người Raki để hồi sinh Cassandra, Roxanne, và Hysteria.
Ermitage (エルミタ, Erumita)
Là người phụ trách Galatea và Miria. Ermita thường so sánh việc mình phụ trách các chiến binh Claymore như cha mẹ dạy dỗ con cái, nhưng cũng khẳng định sẽ không bao giờ chăm lo cho một con quỷ.    
Orsay (オルセ, Oruse) 
Là người phụ trách của Teresa.
Rado (ラド)
Là người phụ trách của Clarice và là người giao cho cô nhiệm vụ chăm sóc Miata.
Rimuto (リムト)
Là người đứng đầu của Tổ chức
Louvre (ルヴル, Ruburu)
Là người phụ trách của Clare. Sau này, Cynthia đoán rằng Louvre là điệp viên của phía đối phương, xâm nhập nhằm mục tiêu phá hoại Tổ chức từ bên trong. Louvre là người đã cung cấp thông tin cho Miria, cùng lúc che giấu sự tồn tại của các Claymore bán thức tỉnh, qua đó ngăn chặn sự thành công của các nghiên cứu về việc kiểm soát Thể Thức tỉnh.

### Con người
Raki (ラキ, Raki)
Lồng tiếng bởi: Motoki Takagi (tiếng Nhật); Todd Haberkorn (tiếng Anh)
Raki xuất hiện trong bộ truyện khi còn nhỏ ở làng Doga. Khi một Yoma giả làm anh trai của Raki và giết cả gia đình cậu, người trưởng làng đã thuê Clare tìm và tiêu diệt con Yoma đó. Clare nhận nuôi và cho Raki đi cùng khi cậu bị đuổi khỏi làng. Sau khi bỏ trốn khỏi Ophelia ở Gonahl, Raki và Clare bị chia tách mặc dù Clare hứa sẽ tìm được cậu. Sau khi bị bán cho bọn buôn nô lệ ở Alfons, Raki đã bỏ trốn và gặp được Priscilla và Isley. Isley trở thành thành thầy dạy kiếm thuật cho cậu cùng thời điểm diễn ra Chiến dịch phương Bắc. 7 năm sau, Raki xuất hiện trở lại ở làng Doga cùng với Priscilla, lúc này đã teo nhỏ thành một đứa bé gái. Sau đó tại làng Ticelli, Raki bị trúng cột ký sinh của hợp thể Luciela và Rafaela. Priscilla đâm cánh tay của mình vào vai Raki, ngăn cột ký sinh giết cậu rồi bỏ đi. Sau đó, cậu được tìm thấy bởi Tổ chức và được mang về trụ sở để nghiên cứu.
Cha Vincent (ヴィンセント司祭, Vuinsento shisai)
Lồng tiếng bởi: Masaaki Yajima (tiếng Nhật); Chuck Huber (tiếng Anh)
Cha Vincent là cha xứ ở nhà thờ Rabona. Ông là một người đàn ông trung niên, đầu trọc, mặc trang phục của cha xứ và đeo vòng vàng với thập giá. Cha Vincent đã nhờ Tổ chức giúp đỡ khi nhận thấy có nhiều tu sĩ trong nhà thờ của ông chết bất thường và nghi ngờ do Yoma. Do Rabona có lệnh cấm các Claymore, Clare và Raki phải giả dạng thành 2 chị em khi tới thành phố. Trong một cuộc gặp với Cha Vincent, Clare đã yêu cầu ông hứa sẽ chăm sóc cho Raki nếu cô chết khi chiến đấu với Yoma. Sau này, khi Clare bị thương, Cha Vincent chăm sóc cho cô nhưng vô cùng bất ngờ bởi vết sẹo Yoma trên người cô.
Galk (ガーク, Gāku)
Lồng tiếng bởi: Kazuma Horie (tiếng Nhật); Christopher Sabat (tiếng Anh)
Galk là Đội trưởng đội lính gác thành Rabona và là một người bạn của Sid. Galk cũng là người nhiều tuổi và thông thái hơn trong 2 người. Anh là một người đàn ông cơ bắp, tóc ngắn, thường mặc áo giáp. Ban đầu, Galk không có thiện cảm với các Claymore nhưng đã chuyển thái độ tích cực khi nhìn thấy sự quyết tâm của Clare.
Sid (シド, Shido)
Lồng tiếng bởi: Hiroyuki Yoshino (tiếng Nhật); Eric Vale (tiếng Anh)
Sid là một người lính gác ở Thành phố Thánh Rabona và là một người bạn của Galk. Ban đầu, anh tỏ ra là một người thô lỗ, nóng tính, và không ưa các chiến binh Claymore. Anh sở hữu khả năng phi dao. Mặc dù ban đầu không thích các Claymore, anh ngày càng tôn trọng Clare vì khả năng chiến đấu như một chiến binh.